# Bangladeschische Cricket-Nationalmannschaft in den West Indies in der Saison 2022
Die Tour der bangladeschischen Cricket-Nationalmannschaft in die West Indies in der Saison 2022 fand vom 16. Juni bis zum 16. Juli 2022 statt. Die internationale Cricket-Tour war Bestandteil der Internationalen Cricket-Saison 2022 und umfasste zwei Tests, drei ODIs und drei Twenty20s. Die Tests waren Bestandteil der ICC World Test Championship 2021–2023. Die West Indies gewannen die Test- und Twenty20-Serie 2–0, während Bangladesch die ODI-Serie mit 3–0 gewann.

## Vorgeschichte
Die West Indies bestritten zuvor eine Tour in Pakistan, Bangladesch absiolvierte eine solche in Sri Lanka. Das letzte Aufeinandertreffen der beiden Mannschaften bei einer Tour fand in der Saison 2021/22 in Bangladesch statt.

## Stadien
Die folgenden Stadien wurden für die Tour als Austragungsort ausgewählt und am 1. Juni 2022 bekanntgegeben.
| Stadt       | Land                | Stadion                     | Kapazität | Spiele              |
| ----------- | ------------------- | --------------------------- | --------- | ------------------- |
| Georgetown  | Guyana              | Providence Stadium          | 20.000    | 3. T20; 1. – 3. ODI |
| Gros Islet  | Saint Lucia         | Beausejour Stadium          | 20.000    | 2. Test             |
| North Sound | Antigua und Barbuda | Sir Vivian Richards Stadium | 10.000    | 1. Test             |
| Roseau      | Dominica            | Windsor Park (Dominica)     | 12.000    | 1. & 2. T20         |

## Kaderlisten
Bangladesch benannte seine Kader am 22. Mai 2022.
Die West Indies benannten ihren Test-Kader am 9. Juni 2022.
| Test | Test | ODI | ODI | Twenty20 | Twenty20 |
| West Indies | Bangladesch | West Indies | Bangladesch | West Indies | Bangladesch |
| --- | --- | --- | --- | --- | --- |
| - Kraigg Brathwaite (K) - Jermaine Blackwood (VK) - Nkrumah Bonner - John Campbell - Joshua Da Silva - Alzarri Joseph - Kyle Mayers - Gudakesh Motie - Anderson Phillip - Raymon Reifer - Kemar Roach - Jayden Seales - Devon Thomas | - Shakib Al Hasan (K) - Litton Das (VK, wk) - Anamul Haque - Ebadot Hossain - Khaled Ahmed - Mahmudul Hasan Joy - Mehidy Hasan Miraz - Mominul Haque - Mosaddek Hossain - Mustafizur Rahman - Najmul Hossain Shanto - Nurul Hasan (wk) - Rejaur Rahman Raja - Shohidul Islam - Taijul Islam - Tamim Iqbal - Yasir Ali | - Nicholas Pooran (K) - Shai Hope (VK) - Shamarh Brooks - Keacy Carty - Akeal Hosein - Alzarri Joseph - Brandon King - Kyle Mayers - Gudakesh Motie - Keemo Paul - Romario Shepherd - Anderson Phillip - Rovman Powell - Jayden Seales | - Tamim Iqbal (K) - Afif Hossain - Anamul Haque - Ebadot Hossain - Litton Das (wk) - Mahmudullah - Mehidy Hasan Miraz - Mohammad Saifuddin - Mosaddek Hossain - Mustafizur Rahman - Najmul Hossain Shanto - Nasum Ahmed - Nurul Hasan (wk) - Shakib Al Hasan - Shoriful Islam - Taskin Ahmed - Yasir Ali | - Nicholas Pooran (K) - Rovman Powell (VK) - Shamarh Brooks - Akeal Hosein - Alzarri Joseph - Brandon King - Kyle Mayers - Obed McCoy - Keemo Paul - Romario Shepherd - Odean Smith - Devon Thomas - Hayden Walsh Jr. | - Mahmudullah (K) - Afif Hossain - Anamul Haque - Litton Das (wk) - Mahedi Hasan - Mohammad Saifuddin - Mosaddek Hossain - Munim Shahriar - Mustafizur Rahman - Nasum Ahmed - Nurul Hasan (wk) - Shakib Al Hasan - Shohidul Islam - Shoriful Islam - Yasir Ali |

## Tour Matches
| 10. – 12. Juni | Osbourn | Bangladesch 310-7d (97) & 47-1 (20) | – | CWI President’s XI 359-8d (108) |
|                |         | Remis                               |   |                                 |

## Tests

### Erster Test in North Sound
| 16. – 19. Juni Scorecard | North Sound | Bangladesch 103 (32.5) & 245 (90.5) | – | West Indies 265 (112.5) & 88-3 (22) |
|                          |             | West Indies gewinnt mit 7 Wickets   |   |                                     |

West Indies gewannen den Münzwurf und entschieden sich als Feldmannschaft zu beginnen. Für Bangladesch erzielte Eröffnungs-Batter Tamim Iqbal 29 Runs. Ihm folgte Kapitän Shakib Al Hasan der ein Half-Century über 51 Runs erreichte. Beste Bowler für die West Indies waren Jayden Seales und Alzarri Joseph, die jeweils 3 Wickets für 33 Runs erreichten. Für die West Indies konnte sich Eröffnungs-Batter Kraigg Brathwaite etablieren. An seiner Seite erzielte John Campbell 24 Runs, bevor der Tag beim Stand von 95/2 endete. Am zweiten Tag schied Nkrumah Bonner nach 33 Runs aus und Brathwaite fand mit Jermaine Blackwood einen neuen Partner. Nach einer Partnerschaft über 63 Runs verlor Brathwaite sein Wicket nach einem Fifty über 94 Runs. Blackwood konnte selbst 63 Runs erzielen, bevor Gudakesh Motie mit 23* Runs den Vorsprung auf 162 erhöhte. Bester Bowler für Bangladesch war Mehidy Hasan Miraz mit 4 Wickets für 59 Runs. In ihrer Antwort konnten die bangladeschischen Eröffnungs-Batter, Tamim Iqbal und Mahmudul Hasan Joy, 33 Runs erreichen. Iqbal verlor nach 22 Runs sein Wicket und der Tag endete beim Stand von 50/2. Am dritten Tag konnten an der Seite von Joy Najmul Hossain Shanto und Litton Das jeweils 17 Runs erreichen. Joy verlor nach 42 Runs sein Wicket und es konnte sich eine Partnerschaft zwischen Shakib Al Hasan und Nurul Hasan über 123 Runs etablieren. Al Hasan verlor nach einem Fifty über 63 Runs sein Wicket und kurz darauf Hasan nach 64 Runs. Das Innings endete daraufhin mit einer Vorgabe von 84 Runs für die West indies. Beste Bowler für die West Indies waren Kemar Roach mit 5 Wickets für 53 Runs und Alzarri Joseph mit 3 Wickets für 55 Runs. Für die West Indies konnte sich John Campbell etablieren, bevor der Tag beim Stand von 49/3 endete. Am vierten Tag konnte Campbell zusammen mit Jermaine Blackwood die Virgabe einholen, wobei Campbell ein Half-Century über 58* Runs und Blackwood 26* Runs erzielte. Bester bangladeschischer Bowler war Khaled Ahmed mit 3 Wickets für 27 Runs. Als Spieler des Spiels wurde Kemar Roach ausgezeichnet.

### Zweites Test in Gros Islet
| 24. – 27. Juni Scorecard | Gros Islet | Bangladesch 234 (64.2) & 186 (45)  | – | West Indies 408 (126.3) & 13-0 (2.5) |
|                          |            | West Indies gewinnt mit 10 Wickets |   |                                      |

Die West Indies gewannen den Münzwurf und entschieden sich als Feldmannschaft zu beginnen. Für Bangladesch konnte Tamim Iqbal zunächst 46 Runs erzielen. Daraufhin folgte eine Partnerschaft von Najmul Hossain Shanto und Anamul Haque
, die beide in kurzer Folge nach 25 bzw. 23 Runs ausschieden. Daraufhin konnte sich Litton Das etablieren und nachdem dieser nach einem Fifty über 53 Runs sein Wicket verlor bildeten Ebadot Hossain und Shoriful Islam eine letzte Partnerschaft. Islam schied nach 26 Runs aus, während Hossain mit ungeschlagenen 21* Runs das Innings beendete. Beste west-indische Bowler waren Alzarri Joseph mit 3 Wickets für 50 Runs und Jayden Seales mit 3 Wickets für 53 Runs. Bis zum Ende des Tages konnten sich dann die Eröffnungs-Batter der West Indies Kraigg Brathwaite und John Campbell etablieren und erreichten einen Stand von 67/0. Am zweiten Tag schied Campbell nach 45 Runs aus und wurde durch Raymon Reifer ersetzt. Brathwaite schied dann nach einem Half-Century über 51 Runs aus und Reifer nach 22 Runs. Eine nächste Partnerschaft bildete sich zwischen Jermaine Blackwood und Kyle Mayers, die 116 Runs überdauerte. Nachdem Blackwood nach 40 Runs ausschied, etablierte sich an der Seite von Mayers Joshua Da Silva und beendete den Tag beim Stand von 340/5. Am dritten Tag schied Da Silva nach 29 Runs aus und Mayers fand Kemar Roach, verlor aber nach einem Century über 146 Runs aus 208 Bällen selbst sein Wicket. Roach beendete das Innings mit ungeschlagenen 18* Runs und einem Vorsprung von 174 Runs. Beste bangladeschische Bowler waren Khaled Ahmed mit 5 Wickets für 106 Runs und Mehidy Hasan Miraz mit 3 Wickets für 91 Runs. Für Bangladesch konnte sich zunächst Najmul Hossain Shanto etablieren und an seiner Seite Mahmudul Hasan Joy 13 und Litton Das 19 Runs erreichen. Nachdem Shanto nach 42 Runs sein Wicket verlor und Kapitän Shakib Al Hasan nach 16 Runs ausschied etablierte sich Nurul Hasan und beendete den Tag beim Stand von 132/6. Am vierten Tag gelang es keinem seiner Partner sich lange am Schlag zu halten und Hasan beendete das Innings mit einem ungeschlagenen haöf-Century über 60* Runs und einer Vorgabe für die West Indies von 13 Runs. Drei Bowler der West indies erzielten jeweils 3 Runs: Jayden Seales für 21 Runs, Kemar Roach für 54 Runs und Alzarri Joseph für 57 Runs. Die West Indies konnten die Vorgabe dann mit ihren Eröffnungs-Battern Kraigg Brathwaite und John Campbell im dritten Over einholen. Als Spieler des Spiels wurde Kyle Mayers ausgezeichnet.

## Twenty20 Internationals

### Erstes Twenty20 in Roseau
| 2. Juli Scorecard | Roseau | Bangladesch 105-8 (13/13) | – | West Indies |
|                   |        | No result                 |   |             |

Das Spiel begann auf Grund von Regenfällen verspätet. Die West Indies gewannen den Münzwurf und entschieden sich als Feldmannschaft zu beginnen. Eine erste Partnerschaft bildeten Anamul Haque und Shakib Al Hasan. Nachdem Hawue nach 16 Runs und Al Hasan nach 29 Runs ausgeschieden war, kam es zu einer erneuten Regenunterbrechung. Nach dem Wiederbeginn konnte Nurul Hasan 25 Runs erreichen. Jedoch begann es nach seinem Ausscheiden erneut zu regnen und das Spiel musste abgebrochen werden. Bester west-indischer Bowler war Romario Shepherd mit 3 Wickets für 21 Runs.

### Zweites Twenty20 in Roseau
| 3. Juli Scorecard | Roseau | West Indies 193-5 (20)          | – | Bangladesch 158-6 (20) |
|                   |        | West Indies gewinnt mit 35 Runs |   |                        |

Die West Indies gewannen den Münzwurf und entschieden sich als Schlagmannschaft zu beginnen. Von den Eröffnungs-Battern konnte sich Brandon King etablieren und an seiner Seite Kyle Mayers 17 Runs und Kapitän Nicholas Pooran 34 Runs erreichen. Daraufhin bildete er eine Partnerschaft mit Rovman Powell und schied selbst nach einem Fifty über 57 Runs aus. Powell beendete danach ungeschlagen das Innings mit einem Half-Century über 61 Runs. Bester bangladeschischer Bowler war Shoriful Islam mit 2 Wickets für 40 Runs. Bangladesch verlor in seiner Antwort früh die Eröffnungs-Batter, bevor sich Shakib Al Hasan etablierte. An seiner Seite erzielten Afif Hossain 34 und Mosaddek Hossain 15 Runs. Al Hasan beendete das Innings mit einem ungeschlagenen Half-Century über 68 Runs, jedoch gelang es ihm nicht Vorgabe einzuholen. Beste west-indischen Bowler waren Romario Shepherd mit 2 Wickets für 28 Runs und Obed McCoy mit 2 Wickets für 37 Runs. Als Spieler des Spiels wurde Rovman Powell ausgezeichnet.

### Drittes Twenty20 in Georgetown
| 7. Juli Scorecard | Georgetown | Bangladesch 163-5 (20)            | – | West Indies 169-5 (18.2) |
|                   |            | West Indies gewinnt mit 5 Wickets |   |                          |

Bangladesch gewann den Münzwurf und entschied sich als Schlagmannschaft zu beginnen. Für Bangladesch konnte sich Eröffnungs-Batter Litton Das etablieren und mit dem vierten Schlagmann Afif Hossain eine Partnerschaft über 57 Runs erzielen. Das schied nach 49 Runs aus und wurde durch Mahmudullah ersetzt, der 22 Runs erreichte. Kurz darauf verlor auch Hossain nach einem Fifty über 50 Runs sein Wicket. Dies führte zu einer Vorgabe von 164 Runs für die West Indies. Bester west-indischer Bowler war Hayden Walsh mit 2 Wickets für 25 Runs. Für die West Indies etablierte sich Eröffnungs-Batter Kyle Mayers. Nachdem Shamarh Brooks an seiner Seite 12 Runs erzielt hatte, bildete sich eine Partnerschaft mit Kapitän Nicholas Pooran über 85 Runs. Nachdem Mayers nach einem Half-Century über 55 Rusn ausgeschieden war, beendete Pooran mit 74* Runs das Innings, als er die Vorgabe im vorletzten Over einholen konnte. Bester bangladeschischer Bowler war Nasum Ahmed mit 2 Wickets für 44 Runs. Als Spieler des Spiels wurde Nicholas Pooran ausgezeichnet.

## One-Day Internationals

### Erstes ODI in Georgetown
| 10. Juli Scorecard | Georgetown | West Indies 149-9 (41/41)         | – | Bangladesch 151-4 (31.5/41) |
|                    |            | Bangladesch gewinnt mit 6 Wickets |   |                             |

Nach Regenfällen musste das Spiel auf 41 Over pro Seite verkürzt werden. Bangladesch gewann den Münzwurf und entschied sich als Feldmannschaft zu beginnen. Die West Indies verloren früh ihre Eröffnungs-Batter und so war Shamarh Brooks der erste Spieler der sich etablieren konnte. Dieser konnte mit Kapitän Nicholas Pooran eine erste Partnerschaft aufbauen, verlor jedoch nach 33 Runs sein Wicket. An der Seite von Pooran folgte Romario Shepherd. Pooran schied nach 18 Runs aus und Shepherd nach 15, bevor eine letzte Partnerschaft zwischen Anderson Phillip und Jayden Seales die Vorgabe auf 150 Runs erhöhte. Phillips erreichte dabei 21* Runs und Seales 16* Runs. Beste Bowler für Bangladesch waren Shoriful Islam mit 4 Wickets für 34 Runs und Mehidy Hasan Miraz mit 3 Wickets für 36 Runs. Für Bangladesch konnte Eröffnungs-Batter Tamim Iqbal zusammen mit dem dritten Schlagmann Najmul Hossain Shanto eine erste partnerschaft aufbauen. Iqbal schied nach 33 Runs aus und wurde durch Mahmudullah gefolgt. Nachdem Shanto nach 37 Runs sein Wicket verloren hatte, war es Nurul Hasan der an der Seie von Mahmudullah die Vorgabe im 32. Over einholen konnte. Mahmudullah erzielte dabei 41 Runs und Hasan 20. Die west-indischen Wickets erzielten Gudakesh Motie, Nicholas Pooran und Akeal Hosein. Als Spieler des Spiels wurde Mehidy Hasan Miraz ausgezeichnet.

### Zweites ODI in Georgetown
| 13. Juli Scorecard | Georgetown | West Indies 108 (35)              | – | Bangladesch 112-1 (20.4) |
|                    |            | Bangladesch gewinnt mit 9 Wickets |   |                          |

Bangladesch gewann den Münzwurf und entschied sich als Feldmannschaft zu beginnen. Die westindischen Eröffnungs-Batter Shai Hope und Kyle Mayers erzielten 18 bzw. 17 Runs. Nachdem Rovman Powell dann 13 Runs erreicht hatte, war Keemo Paul mit 25* Runs der beste Batter des Teams, dem jedoch nach 35 Overn die Partner ausgingen. Beste bangladeschische Bowler waren Mehidy Hasan Miraz mit 4 Wickets für 29 Runs und Nasum Ahmed mit 3 Wickets für 19 Runs. Für Bangladesch bildeten Eröffnungs-Batter Tamim Iqbal und Najmul Hossain Shanto eine erste Partnerschaft. Nachdem Shanto nach 20 Runs ausgeschieden war, konnte Iqbal die Vorgabe zusammen mit Litton Das im 21. Over einholen. Iqbal erzielte dabei ein Half-Century über 50* Runs, Das 32* Runs. Das Wicket für die West Indies erzielte Gudakesh Motie. Als Spieler des Spiels wurde Nasum Ahmed ausgezeichnet.

### Drittes ODI in Georgetown
| 16. Juli Scorecard | Georgetown | West Indies 178 (48.4)           | – | Bangladesch 179-6 (48.3) |
|                    |            | Bangladesch gewann mit 4 Wickets |   |                          |

Bangladesch gewann den Münzwurf und entschied sich als Feldmannschaft zu beginnen. Nachdem die West Indies früh ihre Eröffnungs-Batter verloren konnten Keacy Carty und Nicholas Pooran eine Partnerschaft über 67 Runs erzielen. Carty schied nach 33 Runs aus und wurde durch Rovman Powell gefolgt, der 18 Runs erreichte. Zum Abschluss verlor Romario Shepherd nach 19 Runs das letzte Wicket. Bester bangladeschischer Bowler war Taijul Islam mit 5 Wickets für 28 Runs. Für Bangladesch bildeten Tamim Iqbal und Litton Das eine erste Partnerschaft. Iqbal schied nach 34 Runs aus und wurde durch Mahmudullah ersetzt. Das erreichte ein Fifty über 50 Runs und an der Seite von Mahmudullah konnte Mosaddek Hossain 14 Runs erzielen. Nachdem Mahmudullah nach 25 Runs ausgeschieden war, bildete sich die Partnerschaft zwischen Nurul Hasan und Mehidy Hasan Miraz die die Vorgabe im vorletzten Over einholte. Hasan erreichte dabei 32* Runs und Miraz 16* Runs. Bester west-indischer Bowler war Gudakesh Motie mit 4 Wickets für 23 Runs. Als Spieler des Spiels wurde Taijul Islam ausgezeichnet.

## Auszeichnungen

### Player of the Series
Als Player of the Series wurden der folgende Spieler ausgezeichnet.
| Serie   | Player of the Series |
| ------- | -------------------- |
| Test    | Kyle Mayers          |
| ODI     | Tamim Iqbal          |
| Tweny20 | Nicholas Pooran      |

### Player of the Match
Als Player of the Match wurden die folgenden Spieler ausgezeichnet.
| Spiel       | Player of the Match |
| ----------- | ------------------- |
| 1. Test     | Kemar Roach         |
| 2. Test     | Kyle Mayers         |
| 1. ODI      | Mehidy Hasan Miraz  |
| 2. ODI      | Nasum Ahmed         |
| 3. ODI      | Taijul Islam        |
| 1. Twenty20 | –                   |
| 2. Twenty20 | Rovman Powell       |
| 3. Twenty20 | Nicholas Pooran     |